# Lichenológia
A lichenológia (zuzmókkal foglalkozó tudományág) a mikológia (gombákkal foglalkozó tudományág) egyik ága.
Az első lichenológus a svéd Erik Acharius (1757–1819) volt akit gyakran emlegetnek a „lichenológia atyjának”. Ő Carl von Linné tanítványa volt. Az első fontos művek amelyek megjelentek ebben az új tudományágban az alábbiak:
- Lichenographiae Suecia prodromus (1798)
- Methodus lichenum (1803)
- Lichenographia universalis (1810)
- Synopsis methodica lichenum (1814)

Acharius kortársa volt Georg Franz Hoffmann (1760–1826) német lichenológus. A tudományág későbbi, 19. századi művelői között említendő az amerikai Edward Tuckerman (1817-1886) és az orosz Konsztantyin Mereskovszkij (1854–1921).